# 김순애
김순애(金淳愛, 1889년 6월 10일(음력 5월 12일) ~ 1976년 5월 17일)는 대한민국의 독립운동가, 교육자, 사회운동가이다.
김규식의 두번째 부인인 그녀는 일제강점기에는 독립운동 단체, 사회단체, 대한적십자사 등에서 활동했고, 1919년 1월 파리강화회의에 참석중인 남편 김규식을 도와 국내 호응을 이끌기 위해 국내에 잠입했으나 함태영과 김성수의 만류로 출국했다. 이후 1919년 한국부인회의 조직에 참여하여 회장이 되고, 부활된 대한적십자사에도 참여하여 간부로 활동하였다.
일제강점기 후반에는 재중 교포 부녀단체의 회원으로 활동하며 대한민국 임시정부의 홍보, 모금, 선전 활동 등에 주력하였다. 성실함과 흔들리지 않는 자세로 교포 사회 여성단체의 중망있는 지도자로 추대되었다. 광복 이후에는 대한민국 임시정부 환국 제1진으로 귀국, 남편 김규식의 활동을 도왔으나 1950년 한국 전쟁 중 피랍되면서 정계에서 은퇴, 이후 교육 사업에 투신하였다. 독립운동가 김마리아의 친정 5촌 종고모이다. 남편도 독립 운동가인 김규식이다. 본관은 광산.

## 생애

### 생애 초반

#### 출생과 수학
김순애는 황해도 장연에서 아버지 김성섬(金聖蟾)과 어머니 안성은(安聖恩) 사이에서 태어났다. 양친이 모두 독실한 기독교 신자였기 때문에 기독교 신앙을 배경으로 성장하였다. 그의 집안은 일찍 기독교를 받아들인 개화 지주 집안으로, 독립 운동가들을 다수 배출했다..
2·8 독립 선언에 참가하고 대한민국애국부인회 회장을 지낸 김마리아는 그의 종고모이다. 대한민국 임시정부 계열의 독립운동가 서병호는 그의 큰 형부이고, 서재현은 조카이다. 세브란스의학전문학교 제 1회 졸업생으로 만주와 몽골 지역에서 독립 운동을 했던 김필순은 남동생이다. 중국의 영화인인 김염은 그의 조카이다. 고황경은 둘째 오빠 김윤오의 외손녀이다. 해방 이후에 목사를 지낸 서경석은 첫째 언니 김구례의 손자이다.
김순애는 고향에서 송천소학교를 졸업하였다. 상경하여 한성부에서 기독교 북장로파 계열의 연동여학교(정신여자고등학교의 전신)에 진학했다. 연동여학교를 졸업하고 부산에서 소학교 교사로 근무하다가 1911년 가족과 함께 중국으로 망명했다. 민족의식이 투철했던 김순애는 소학교 교사로 재직하면서 학생들에게 조선의 역사 및 지리를 가르쳤는데, 이 일로 박해 조짐이 보이자 김필순과 함께 만주로 이동했고, 1915년 난징의 명덕여자학원에 입학했다. 그는 이후에도 조선 지도의 제작과 보급에 꾸준히 관심을 기울였다.

#### 망명 생활 초기

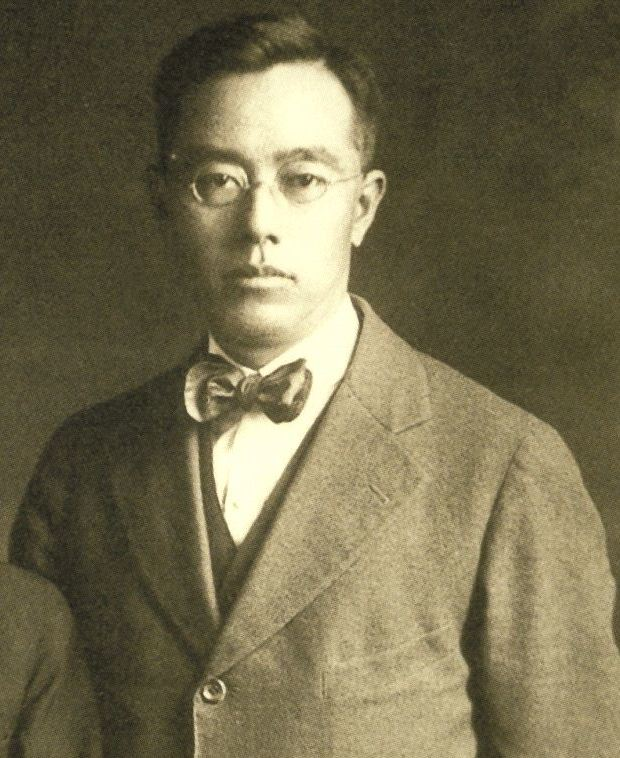
결혼 초기의 김규식

1918년 형부 서병호 등의 초청으로 상하이로 건너갔다. 1919년 서병호, 김필순 등의 소개로 김규식을 만났다. 당시 고된 시집살이에 매력을 느끼지 못하던 그는 독신주의(獨身主義)를 고집하였으나, 병석에 있던 어머니 안씨의 거듭된 간청을 이기지 못해 결혼하게 되었다. 후일 그가 펜실베니아 대학 교수 이정식에게 회고한 바로는 '너를 시집보내지 않으면 내가 죽어도 눈을 감지 못하겠다'라고 애원하여 결국 결혼을 하게 되었다는 것이다.
김규식과는 이미 1904년 무렵부터 알고 지내던 사이였다. 이때 김규식은 상처한 처지였는데 서병호와 김필순의 소개로 김순애를 만났다. 본래 김규식은 조은수와의 첫 결혼 이전에 김순애와도 혼담이 오갔다. 김규식은 결혼 직후 구식 여성이던 본처 조은수를 정신여학교에 입학시켰는데, 김순애는 조은수의 정신여학교 동창이기도 했다. 김순애의 사람됨을 알아본 조은수는 죽기 전 '아이의 장래를 위해서' 김순애와 재혼하라고 권고했다 한다. '당신에게 좋은 사람을 소개시켜줄 것이니 꼭 김순애 양과 결혼하라'는 것이었다.
첫 부인과 사별한 김규식을 김필순의 소개로 만나 1918년 12월말 난징의 어느 선교사 댁에서 결혼한 뒤 다시 상하이로 이동했다. 당시 상하이에는 여운형의 신한청년당이 조직되어 있었고, 서병호도 이 단체에 참여 중이었다. 신한청년당이 파리강화회의에 참가하여 독립 청원서를 전달하는 임무를 김규식에게 맡기면서, 결혼한 지 보름만에 먼 길을 떠났다. 김규식은 미국 유학생 출신으로 영어가 유창했고 김순애도 중국어와 영어에 능통했다.
출국 전 김규식은 신한청년당 당원들에게 다음과 같이 독립 시위를 벌일 것을 주문하였다. 김규식의 독립 시위 주문은 3·1 운동이 벌어지는 계기가 되었다.
파리에 파견되더라도 서구인들이 내가 누군지 알리가 없다. 일제의 학정을 폭로하고 선전하기 위해서는 누군가 국내에서 독립을 선언해야 된다. 파견되는 사람은 희생당하겠지만 국내에서 무슨 사건이 발생해야 내가 맡은 사명이 잘 수행될 것이다.

남편 김규식이 출국한 뒤, 그는 자신이 그 역할을 하겠다며 다른 남자 특공대원과 함께 배편으로 비밀리에 잠입하였다.

### 망명 생활과 독립 운동

#### 국내 잠입과 재 출국

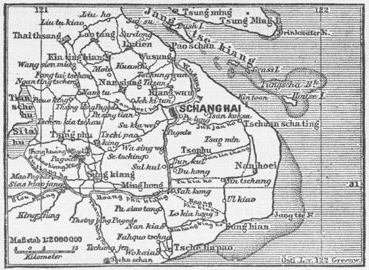
상하이 지도

종로구 보신각앞 만세를 외치고 있는 민중들

김순애는 3·1 운동 참가를 위해 일시 귀국했다. 상하이에서는 지역별로 대표를 파견하여 국제 정세를 설명하고 시위를 조직하도록 했으며, 김순애는 대구 지역을 담당하여 백남채 등 기독교 인사들과 만난 뒤 상경했다. 민족대표 33인 중 한 명인 이갑성이 재직 중이던 세브란스병원은 기독교 신자들을 중심으로 3·1 운동 준비 세력들이 연락을 취하는 장소로 사용되고 있었는데, 이 곳에서 함태영과 접촉하여 평양에 파견되었다가 거사일 전날인 2월 28일 중국으로 탈출했다. 이때 그는 한성부 또는 평양에서 조선총독부 관헌에게 체포, 희생될 계획이었으나, 그가 만약 체포되어 희생된다면 파리에서 활동중인 김규식이 받을 정신적 타격이 클 것이라는 함태영과 김성수의 권고를 받아들여 결국 다시 출국하게 된다.
1919년 2월 열차편으로 국경을 넘어 아무르강(흑룡강)으로 갔다. 이때 그는 흑룡강에 체류중이던 오빠 김필순을 찾아가 흑룡강 사범학교의 교감으로 특별 초빙되었다. 그러나 김순애의 행적을 추적하던 조선총독부 경찰의 연락을 받은 일본 영사관 경찰에 의해 체포되었다. 그러나 1918년 출국 당시 중국 국적을 취득한 상태였으므로 즉시 송치되지 않았고, 그 사이 흑룡강성 정부에 연락하여 석방되었다. 이어 신변보호 요청이 받아들여져 중국 관헌의 호송하에 탈출 성공, 다시 상하이로 되돌아왔다. 상하이에 도착 직후 3.1 만세 운동이 터진 소식을 접하였다.

#### 대한부인회, 적십자사 활동과 임시정부 측면지원 활동
3·1 운동이 일어난 뒤 상하이에서 이화숙(李華淑), 이선실(李善實), 강천복(姜千福), 박인선(朴仁善), 오의순(吳義順) 등과 함께 대한애국부인회를 결성하여 회장을 맡았고, 대한적십자사도 조직했다. 대한애국부인회에서의 김순애는 한국 지도(地圖)의 제작 및 태극기의 제작 보급, 임시정부의 회의장 준비 등 임시정부의 선전을 민중의 저변으로 확대시키는 독립운동을 담당하였다. 또한 구한말(舊韓末)에 있었던 대한적십자회(大韓赤十字會)가 한일 합방과 더불어 해체되었던 것을 1919년 8월 상하이에서 서병호(徐丙浩), 이희경(李喜儆), 안창호 등의 주도로 대한적십자회가 발기되자 창립발기인으로 참여하였고, 부활된 대한적십자사의 사검(査檢)에 선임되었다. 그해 11월 23일 병원의 설립과 간호원양성소 설립을 목적으로 대한적십자회 회원 모집 경쟁회의를 공고하였다.
1920년 1월 상하이에서 손정도(孫貞道), 김철(金徹), 김립(金立), 윤현진(尹顯振), 김구 등과 함께 독립운동단체인 의용단(義勇團)의 창립, 발기인이 되었다. 1월 27일 간호원양성소 설치 건의가 성사되어, 남녀 13명으로 구성된 적십자 간호원양성소를 개교(開校)하여 소장이 되었으며, 국제적십자회에 대한적십자회를 알리는데 주력하였다. 간호원양성소는 임시정부를 지원하기 위하여 독립전쟁에서 절대적으로 부족한 의사를 양성, 광복군과 부상당한 독립운동가들의 치료, 진료가 목적이었다.

#### 독립운동과 부인회 활동
1920년 일본이 간도 출병(間島出兵)에서 저지른 만행을 국제사회에 폭로하였다. 이후 임시정부에서 독립 운동을 계속하여 1920년 11월에는 상해대한인거류민단(上海大韓人居留民團)의 의원으로 피선된 그녀는 임시정부가 중경(重慶)으로 이전될 때까지 상해에서 임시정부를 지원하며 독립운동을 위한 활동을 계속하였다.
1921년 초에는 대한적십자회를 일본적십자회에서 독립시키기 위한 국제적십자회의의 교섭을 파리위원부의 이관용을 대표로 하여 전개하였다. 1922년 모스크바의 극동인민대표대회(極東人民代表大會)에 직접 참여하지 못하는 대신 권애라(權愛羅), 김원경(金元慶) 두 사람의 대표를 한국부인회의 대표자로 파견하였다. 1922년 상하이에서 열린 국민대표회의(國民代表會議) 때 그녀 한국부인회의 대표로 대표회의에 참석하였으나 어떤 결론도 얻지 못하고 임시정부 내의 개조파(改造派)와 창조파(創造派)의 대립으로 부인회 회장직에서 사퇴하였다.
1923년 한국국민대표대회에 참가하고, 1926년 7월에는 안창호, 염온동(廉溫東), 엄항섭(嚴恒燮), 송병조(宋秉祚) 등과 함께 임시정부경제후원회를 발족시켜 재정난에 허덕이는 대한민국 임시정부에 대한 지원, 홍보, 모금 활동을 전개하였다. 1930년 8월 16일 한국독립당 산하 여성 조직인 한인여자청년동맹을 조직, 김구경(金九經) 박영봉(朴英峰) 등과 함께 1933년까지 활동하였다. 한편 상하이 일본 영사관 경찰의 수배로 수시로 피신하면서 안정적인 생계를 잇지 못하던 남편 김규식을 대신하여 바느질과 길쌈 등으로 생계를 유지하였다. 또한 다른 독립운동가의 아내와 가족들이 남편 외의 다른 독립운동가나 다른 중국인, 한인 교포들과 성추문이 있기도 하였으나 깨끗하게 처신하여 재중국 한인 부녀회의 명망있는 인사로 천거되기도 했다. 1943년 한국애국부인회 재건대회에서는 각주에 추대되었다.

#### 일제 강점기 후반

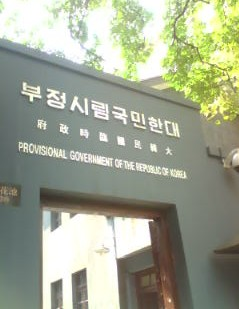
충칭 임시정부 청사.

1942년 쓰촨성 충칭에서 개국된 대한민국 임시정부의 기관방송인 충칭 방송에 출연하여 홍보, 광고 활동을 하였다.
1943년 2월 23일 쓰촨성 충칭에 있던 각계 각파의 부인 50여명이 임시정부 집회실에 모여 애국부인회 재건대회를 개최하였다. 재건대회에서 그녀가 각주으로 선출되었고 방순희(方順熙)·연미당(延薇堂)·김윤택(金潤澤)·권계옥(權桂玉)·정정화(鄭靖和)·최소정(崔素貞)·강영파(姜映波) 등이 간부로 선출되었다. 그녀는 임원들과 함께 3·1독립운동 당시 애국 부인회의 혁명적 애국활동을 이어 구국의 위한 애국여성이 될 것 등 7개의 강령을 제시하였다. 재건된 애국부인회는 방송으로 국내외의 동포여성들에 대한 분발과 각성을 촉구 호소, 위문금품의 모금 활동, 무력항쟁하는 광복군(光復軍)을 찾아 위문하는 등 독립투쟁에 앞장을 섰다. 또한 포로수용소를 통해 넘어오는 동포 여성들을 한국으로 되돌려보내도록 주선해주거나 계몽교육하여 독립운동에 종사하게 했고, 해외각지의 한국 교민 여성단체들과의 연락 활동을 추진하였다.
1943년 5월 광복운동을 위한 중국 각지에 있던 당파 대표자들을 중심으로 재중국자유한인대회(在中國自由韓人大會)가 개최될 때, 그는 한국부인회 대표로 참석하였다. 이때 함께 참석한 한국독립당 대표 홍진(洪震)·조선민족혁명당의 김충광(金忠光)·조선민족해방동맹의 김규광(金奎光) ·무정부주의 연맹의 유월파(柳月波)·한국청년회의 한지성(韓志成) 등이 참석하여 공동의장의 한사람으로 추대되었다.

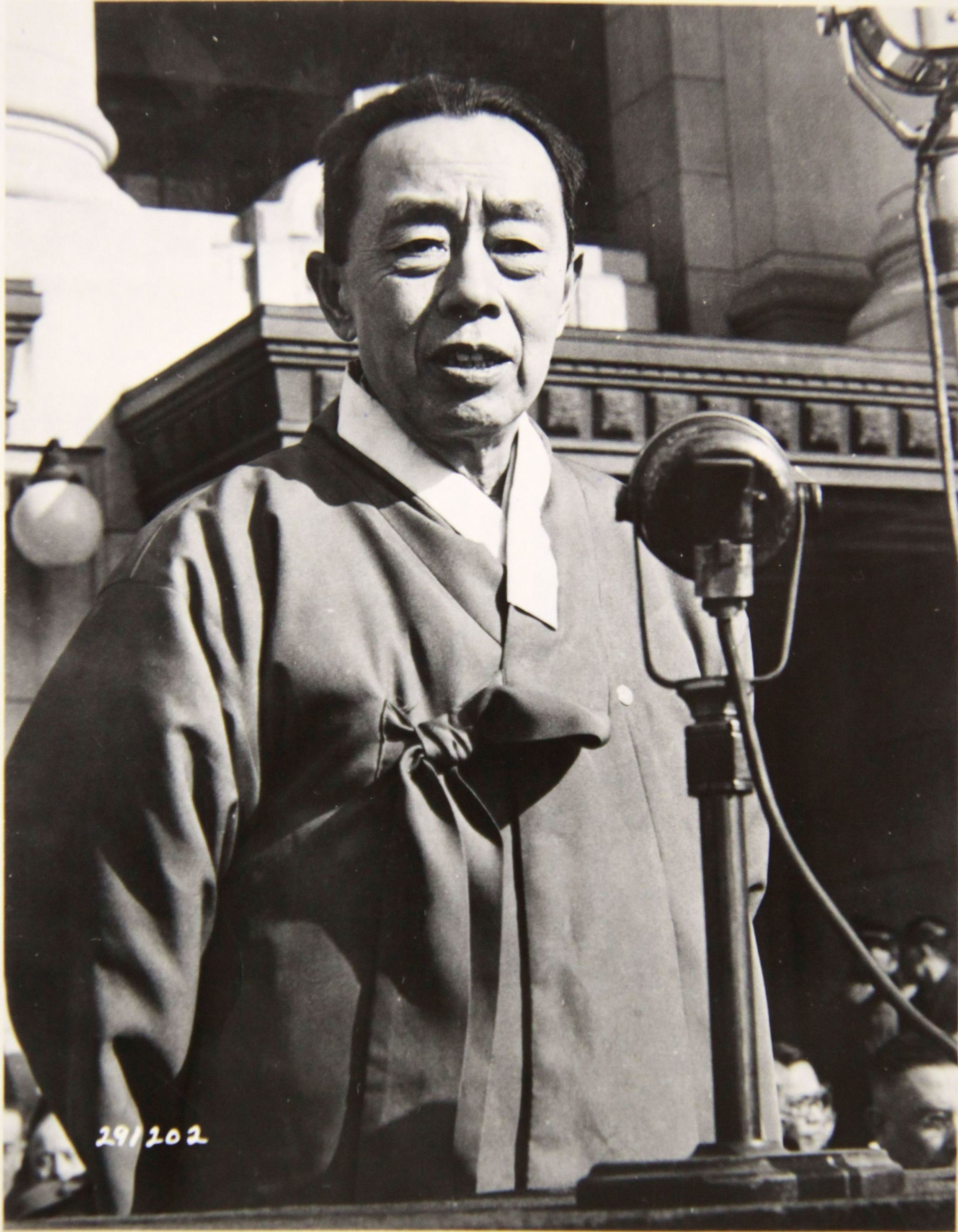
남편 김규식 (1947년 무렵)

이들은 "한국은 완전 독립하여야 한다. 외국의 어떠한 간섭이라도 반대한다."는 내용의 강연과 토론을 가지고 한국민족의 독립, 민족국가의 건설 등을 골자로 하는 4개항의 재중국한인대회 선언을 국내외에 발표하여 거족적인 결의를 표시하였다. 또한 대회 각주단의 명의로 각지 동포에게 보내는 공개서신을 통해 부당한 언론 탄압에 대한 반대투쟁의 전개와 동맹국 영수(領袖)에게는 우리의 완전독립보장과 대일작전(對日作戰)의 원조를 요청하는 전문(電文)을 발송하였다. 또한 1944년에는 대한민국 임시정부 선전부 직원이 되었다.

### 귀국과 생애 후반

임정 귀국 제1진 사진
(뒷줄 왼쪽은 남편 김규식, 가운데는 김구, 오른쪽은 김구의 며느리 안미생, 앞줄 왼쪽의 소녀는 김순애의 셋째 딸 김우애

광복 후 1945년 11월 대한민국 임시정부 환국 제1진에 함께 귀국하여 삼청장(三淸莊)에 정착하였다. 1946년 모교인 정신여자고등학교의 재단 이사장을 맡았다. 1947년 10월 1일 민족자주연맹 조직에 참여하였고, 곧 민족자주연맹 중앙집행위원의 한사람으로 선출되었다. 1948년 4월 당시에는 108인의 문화, 예술인들의 남북협상 지지 성명을 두고도 북행길을 주저하는 김규식을 향해 한번 죽는 것이지 두번 죽느냐며 당신이 죽게 되면 내가 과부가 되고 아이들을 기르면 되지 않느냐며 방황하던 남편 김규식을 독려하기도 했다. 그 뒤 단독 정부 수립을 반대하다가 이승만과 대립하여 정계에서 밀려난 김규식이 한국 전쟁 때 북한으로 가면서 사망 시점까지 건국훈장을 받지 못했다.
1949년 8월 20일 민족진영강화위원회 상무위원에 선출되었고, 1950년 이후 정계에서 은퇴하고 교육 활동에 전념하였다. 그 뒤 북한에 납북된 남편 김규식의 생사를 알아보기 위해 수소문하고 노력하였으나 행방을 파악하는데는 실패하였다. 1970년대 초에 남편 김규식이 만포진 근처에서 병사 또는 처형되었을 것이라는 소식을 접한다. 만년에는 서울의 손자 김건필(金健必, 김진동의 아들)의 집에 머무르다가 1976년 5월 17일 병으로 사망했다.

### 사후
생전 납북 인사의 가족이라 하여 독립유공자로 선정되었으나 표창받지 못하다가 사망 이듬해인 1977년 3월 1일 건국공로훈장 독립장을 추서 받았다.

## 가계
독립운동가 김마리아의 종질녀이다.
- 아버지 : 김성담(?~1892)
  - 오빠 : 김필순 (1878~1919), 중국, 몽골에서 의사로서 독립운동을 한 독립운동가
    - 조카 : 김염, 중국에서 활동한 영화인

  - 오빠 : 김윤방
  - 오빠 : 김윤오
  - 오빠 : 김윤렬
  - 언니 : 김구례(金求禮)
  - 형부 : 서병호(徐丙浩, 1885년 7월 7일 ~ 1972년 6월 7일)
  - 언니 : 김노득
  - 형부 : 양은수
  - 여동생 : 김필례(金弼禮, 1891 ~ 1983, 김순애의 동생, 평양 장대현교회의 여전도회장[5]), 근우회(槿友會) 창립멤버, 정신여자 중고등학교 교장, 이사장
  - 제부 : 최영욱[5] ( 세브란스 의과전문학교 출신, 미군정기 때 전라남도도지사를 역임[5])
  - 남동생 : 김윤렬
  - 남동생 : 김인순

- 남편 : 김규식(金奎植), 독립운동가, 호는 우사(尤史), 대한민국임시정부 외무총장, 구미외교위원부 위원장, 국무위원회 부주석 역임
  - 딸 : 김우애(金尤愛, 1925년~ 2001년 1월)
- 시아버지 : 김1977년 3월 1일 건국공로훈장 독립장

개신교에서 천주교로 개종

## 같이 보기
| - 정신여자고등학교 - 고황경 - 김필순 - 임상진 - 김규식 - 김우애 - 김진동 - 김마리아 - 서병호 - 여운형 - 서재현 - 서경석 - 김염 | - 신한청년당 - 파리강화회의 - 대한민국 임시정부 - 연통제 - 함태영 - 김성수 - 송진우 - 안재홍 - 정율성 - 조만식 - 윤치호 - 김구 | - 대한애국부인회 - 애국부인회 사건 - 3·1 운동 - 대한적십자사 - 안창호 - 김우애 - 좌우합작운동 - 남북 협상 |

## 참고 자료
- 네이버 캐스트 : 오늘의 인물 - 김순애
- 열린우리당 전국여성위원회, 역사속의 여성 - 김순애/중국어ㆍ영어에 능통한 외교관[깨진 링크(과거 내용 찾기)] (2006.9.11)
- 이달의 독립 운동가 - 김순애[깨진 링크(과거 내용 찾기)]
- 박규원 (2003). 〈1.나의 할아버지 김염을 찾아서〉. 《상하이 올드 데이즈》. 서울: 민음사. ISBN 978-89-374-4851-5.

## 참고 문헌
- 국가보훈처, 독립유공자 공훈록 (국가보훈처, 1988)
- 이정식, 김규식의 생애 (신구문화사, 1974)
- 윤치호, 윤치호일기:1916~1943 (김상태 편역, 역사비평사, 2001)
- 이장락, 민족대표 34인 석호필 (바람, 2007)
- 시대의 창 편집부, 중국항일전쟁과 한국독립운동 (김승일 역, 시대의창, 2005)
- 이정식, 대한민국의 기원 (일조각, 2003)